# Iglesia de Nuestra Señora de la Asunción (Manzanares)
La iglesia parroquial de Nuestra Señora de la Asunción es un edificio arquitectónico, predominantemente de estilo renacentista castellano, ubicado en la localidad española de Manzanares, en la Provincia de Ciudad Real.
Se trata, en cuanto a dimensiones, del templo más grande de la Diócesis de Ciudad Real. Aunque en un documento del año 1352 se menciona una iglesia con la advocación de Nuestra Señora de Altagracia como finalizada, la parroquia actual no comenzó a construirse, al menos, hasta la segunda mitad del siglo XV y continuó ampliándose a lo largo de la siguiente centuria. El edificio se ubica de manera estratégica en la Plaza de la Constitución del municipio y, junto a otros edificios municipales emblemáticos, forma un conjunto de gran valor arquitectónico.
La «obra maestra» de la iglesia es, sin duda, su pórtico escultórico, una de las más importantes obras de estereotomía construidas en España, cuya traza se atribuye al cantero vasco Alonso Galdón. La importancia de este conjunto monumental le valió el estatus de Bien de Interés Cultural a todo el edificio, declarado el 8 de octubre de 1991.

## Historia
El inicio de las obras de construcción de la iglesia debieron comenzar a finales del siglo XV o principios del siglo XVI. La primera iglesia parroquial de Manzanares se construyó en la segunda mitad del siglo XIII, en las proximidades del castillo de la villa y con advocación de Santa María la Mayor. No obstante, en la segunda mitad del siglo XV se dio la necesidad de construir una nueva iglesia parroquial en el centro urbano, debido a que el desarrollo demográfico obligaba a levantar a un edificio de mayor tamaño que pudiera acoger el aumento de la feligresía.

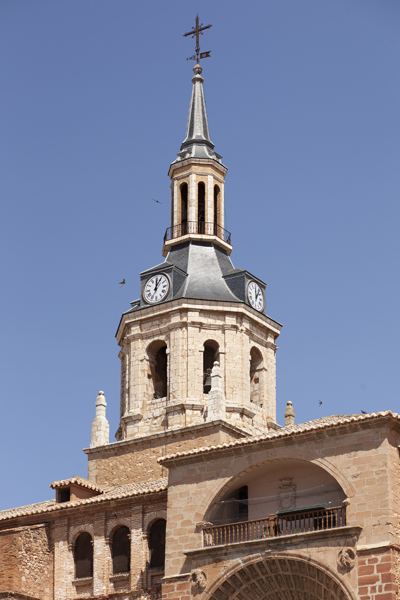
Torre de la Iglesia de la Asunción, finalizada en el.

La primera noticia que se tiene acerca la construcción de la nueva iglesia parroquial es en 1495, año en que las obras debían de estar prácticamente en sus inicios. Cinco años más tarde, en 1500, las obras no avanzaban con la rapidez deseada debido a la falta de fondos, pues la obra solo se estaba financiando con los bienes de la iglesia y las limosnas de los vecinos, que resultaban insuficientes. Como era preciso obtener nuevos fondos y todavía no se habían utilizado los bienes del concejo, decidieron que unas eras de su propiedad fueran divididas y vendidas a particulares, utilizando todo lo que se recaudara para el edificio. Así, las obras se aceleraron rápidamente y en 1520 la iglesia ya estaba abierta al culto, fecha en que el sacerdote Martín Sánchez Manzanares trasladó el Santísimo Sacramento de la vieja parroquia a la nueva.
Entre 1534 y 1540 únicamente se construyó la sacristía, que fue muy alabada por los comendadores de la Orden de Calatrava, y ya para esta última fecha la iglesia estaba terminada en sus aspectos fundamentales, a falta de la torre, la tribuna y la capilla postrera. Contaba con una sola nave y en el altar mayor, incorporado en un cajón del retablo, se hallaba el sagrario, en cuyo interior se encontraba un relicario con el Santísimo Sacramento. La pila bautismal estaba debajo de la tribuna vieja, un lugar que no era adecuado de acuerdo con los comendadores, quienes encargaron a los oficiales del concejo que, una vez que la iglesia estuviera totalmente terminada, hicieran comprar una «muy buena pila del tamaño que convenga para el lugar donde se a de poner» con su cerradura, y una red de madera a lo largo de la capilla con su puerta y llave para que siempre estuviera cerrada. También se ordenó hacer un nuevo púlpito, por estar el antiguo muy maltratado, y se arreglaron algunos fuelles del órgano.
Entre 1540 y 1564 ya se habían construido nuevas capillas —como la de San Ildefonso, en el lado del Evangelio, fundada por Quiteria Martínez—, terminado los altares y retablos y se habían realizado obras de mejoras en la sacristía, que incluían, entre otras, la edificación de una nueva tribuna. Sin embargo, el continuo aumento de la población provocó que la iglesia se quedara pequeña, tal y como se recoge en la visita de los comendadores en 1554. Por tanto, se encargó una nueva reforma al prestigioso maestro Enrique Egas, «el Mozo», vecino de Almagro que por entonces estaba trazando la iglesia parroquial de la Madre de Dios y también trabajó en el Monasterio de la Asunción de las Monjas Calatravas de la misma ciudad. La ampliación incluía la construcción de una nueva «capilla mayor y capillas colaterales que se an de hazer junto a ella y que avia sydo traçado por maestre Enrrique vecino de Almagro maestro de obras (sic)», es decir, se trataba de construir el ábside poligonal de cinco lados, el primer tramo de la nave y dos capillas colaterales, transformando la primitiva iglesia rectangular en una con planta de cruz latina como se ve en la actualidad. También el proyecto establecía que se debía hacer en la capilla mayor «un escudo con unas armas rreales a la traça que diere el maestre Anrrique e un  cruz de Calatraba a cada parte del hescudo (sic)», instrucciones que, no obstante, no se siguieron de forma literal, pues, en la actualidad, la capilla mayor cuenta con dos escudos, uno colocado en el centro del ábside, que muestra la cruz de Calatrava, y otro con las armas de Castilla y León en la ventana del crucero que da a la plaza de la localidad.

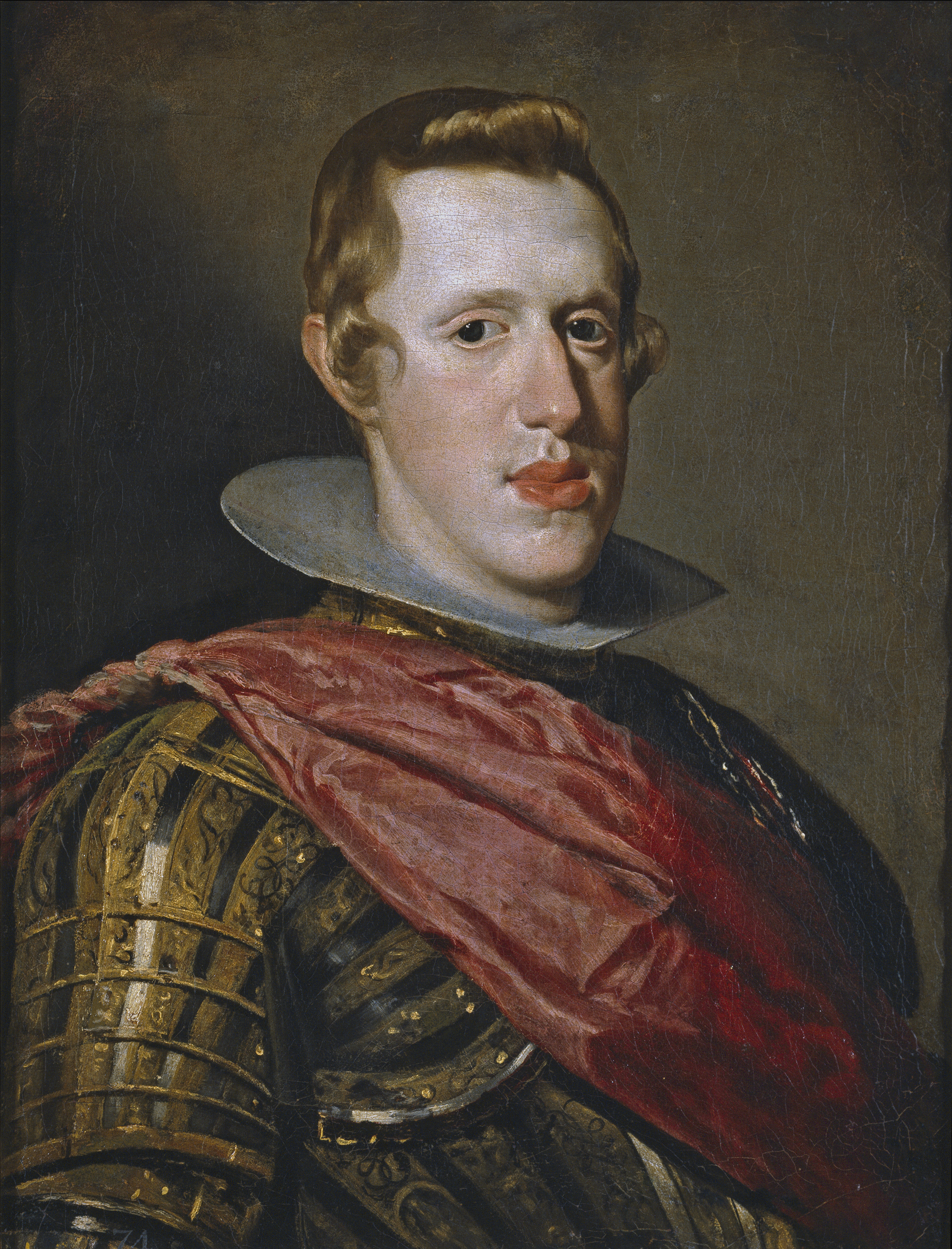
En 1624 tuvo lugar la visita militar de Felipe IV de España y su valido, el conde-duque de Olivares, a Andalucía. El conde-duque había diseñado el viaje del monarca con todo detalle, figurando detenerse en Manzanares para que este pudiera contemplar los cuatro lienzos del retablo de la iglesia, obra de Bartolomé Carducho, que fueron dignos de su admiración. Retrato ejecutado por Velázquez entre 1626-1628 (Museo del Prado, Madrid).

Sin embargo, el 15 de junio de 1571, un día después de la fiesta del Corpus Christi, una vela que había sido colocada recientemente delante del Santísimo Sacramento generó un devastador incendio, el cual, pese a los esfuerzos de todos los vecinos, se tardó tres horas en apagar, quemándose el altar mayor, ornamentos, objetos de plata, paños y otros bienes, estimándose las pérdidas en unos 6.000 ducados. No obstante, el incendio no afectó a la estructura del templo, pues la visita de los comendadores en 1577 recoge que las obras de ampliación estaban prácticamente concluidas. Este suceso provocó que se tuvieran que hacer importantes reposiciones de ornamentos y reparaciones en la iglesia, planteándose la necesidad de hacer una torre y un retablo acorde con el templo. El coste de ambos ascendía a 16.000 ducados y en 1588, la iglesia carecía de fondos para continuar las obras y los vecinos de Manzanares no podían aportar limosnas ni donativos al «padecer necesidad por la carestía de los años».
La realización del retablo de estilo manierista corrió a cargo del pintor y dorador Juan Ruiz Delvira, procedente de Almagro, y junto a su hermano Pedro, de los mismos oficios, se encargaron de dorar y estofar las esculturas de bulto redondo y medio relieve, bancos y predela y dorar las columnas. No obstante, al morir Juan, le sustituyó su hermano Cristóbal. Los frescos de la bóveda en estuco fueron realizados por Juan Bautista Perolli, autor de los frescos del Palacio del Marqués de Santa Cruz en Viso del Marqués y los «quatro lienços grandes» en las calles del retablo fueron llevados a cabo por Bartolomé Carducho. Desde su finalización en 1608, fue considerado una de las obras de arte más importantes a nivel regional, y pudo ser admirado por el rey Felipe IV junto a su valido, el conde-duque de Olivares, el 12 de febrero de 1624, durante su paso a Andalucía.
A lo largo de los siglos XVI y XVII, se construyeron cinco capillas en la iglesia por encargo de diversas familias nobiliarias de Manzanares. Entre ellas, destacan, en el lado del Evangelio, la capilla más antigua, realizada por encargo de Quiteria Martínez en la segunda mitad del siglo XVI y dedicada, primero, a San Ildefonso y, posteriormente, al Santísimo Cristo de la Sangre; y, en el lado de la Epístola, inmediata al crucero, la de Santa Teresa, cuyo patronato lo obstentaba la familia Salinas, pues fue fundada por María de Salinas, hija del Regidor Perpetuo en Manzanares, Juan Bautista de Salinas, en 1663; el escudo familiar todavía puede contemplarse en el balcón adintelado del exterior. También es en esta época cuando comenzarán los trabajos de construcción de la torre actual, prolongándose hasta el siglo XVIII.
El 31 de mayo de 1925, la iglesia recibió la visita regia del rey Alfonso XIII de España, a quien le explicaron los detalles artísticos más importantes del templo parroquial. Durante la madrugada del 21 de julio de 1936, a comienzos de la Guerra Civil, la iglesia fue incendiada con gasolina y otros materiales inflamables, por lo que estuvo a punto de ser arrasada hasta sus cimientos y desaparecer completamente. En el incendio se vino abajo la techumbre gótica proyectada por Enrique Egas y desaparecieron todos los altares, capillas, imágenes y toda la riqueza artística que poseía. También el recién creado Círculo Católico, anexo al edificio, fue destruido, pero en los posteriores trabajos de reconstrucción de la parroquia nunca se recuperó, desapareciendo definitivamente en esta trágica jornada negra. Lo único que consiguió salvarse fue el archivo parroquial, gracias a la intervención de los concejales Francisco Fernández de Simón y Vicente Moraleda, quienes evacuaron los documentos poco antes de que el fuego llegara a las habitaciones donde se encontraban, permaneciendo ocultos en unas dependencias de la Plaza de Toros durante toda la guerra.

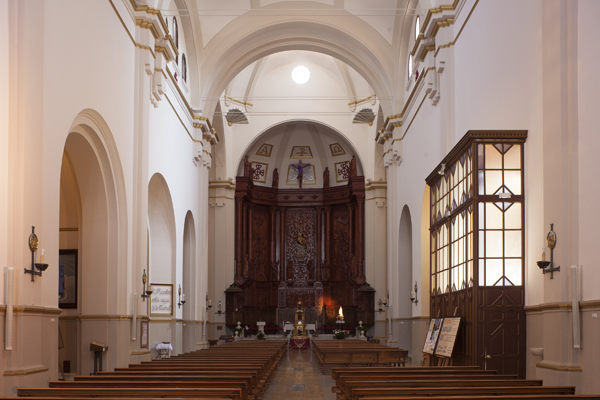
Nave principal de la Iglesia de la Asunción, reconstruida tras la guerra.

Una vez acabado el conflicto, en 1942 se fundó la Junta Local de Reconstrucción del Templo de Manzanares —integrada, entre otros, por el párroco, Dimas López; el alcalde de la ciudad, José Calero Rabadán y Manuel González de Jonte Corradi, marqués de Salinas— para la reedificar de nuevo de la iglesia. Las obras fueron comisionadas a los arquitectos Luis Moya y Enrique Huidobro Pardo y se prolongaron hasta finales de 1947. En este periodo surgieron varios problemas relacionados con la falta de liquidez, pero el proyecto no llegó a detenerse nunca gracias a la contribución de recursos adicionales. Paralelamente, en 1946 comenzaron los trabajos de reconstrucción de la torre, los cuales culminaron en 1949 con la instalación de un reloj de cuatro esferas, de la firma Canseco de Madrid y financiado, en su mayor parte, por los viticultores y vinicultores del pueblo. La obra terminó definitivamente a mediados de 1953, cuando se disolvió la Junta Local.
En 1983 se propuso la declaración de la Iglesia de la Asunción como Bien de Interés Cultural (BIC), cuya declaración oficial fue promulgada el 8 de octubre del año 1991 con la categoría de monumento.

## Descripción
La iglesia parroquial de Nuestra Señora de la Asunción es el templo más grande de toda la Diócesis de Ciudad Real, ya que a la imponente nave central de 1200 m² se suma el espacio de cinco capillas de gran tamaño y otras dependencias como sacristía, ante-sacristía, archivo o la propia torre. Supera en espacio a la propia Catedral de Ciudad Real y su torre ha sido considerada como una de las más altas de toda la provincia, la cual puede verse a kilómetros de distancia y es un punto de referencia en Manzanares. Desde su construcción ha ido pasando por varias fases de mejoras y ampliaciones hasta la configuración del edificio actual.

### Exterior
El exterior del edificio se construyó en mampostería, a excepción de las zonas nobles (puertas, ventanas y contrafuertes) que se realizaron en sillares de arenisca. Está articulada por gruesos contrafuertes en correspondencia con los tramos de bóveda interior, entre los que se edificaron las diferentes capillas. Es en el exterior donde mejor se puede apreciar el lenguaje formal de las diferentes fases constructivas; así, las nuevas fórmulas renacentistas se hacen especialmente evidentes en la portada principal y la ventana que se abre abre en el brazo derecho del crucero, que mira a la plaza.
Dicha ventana se estructura en torno a un arco de medio punto abocinado decorado con casetones trapezoidales, el cual se enmarca por dos pares de pilastras toscanas superpuestas y que descansan sobre sendos pares de ménsulas (ambos elementos de clara tradición serliana) colgadas también superpuestas con perfil de voluta en forma de S. Por encima de estas discurre una moldura decorada con ovas y dardos y sobre las pilastras se dispone un entablamento con arquitrabe dividido solamente en dos fasciae y un friso completamente liso. Las jambas presentan un triple cajeado vertical, mientras que las enjutas del arco estaban decoradas con sendos tondos, aunque solo se ha conservado el que aparece a la izquierda, que luce una cruz de Calatrava en su interior. El conjunto está rematado por un escudo cuartelado con las armas de Castilla y León flanqueado por dos molduras que adoptan la forma de una cornucopia.

#### Portada principal o del Sol

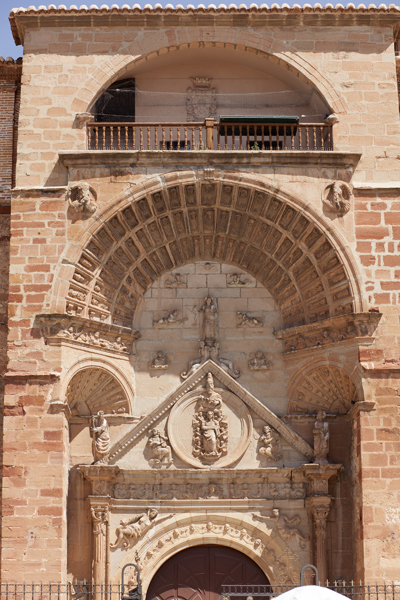
Vista general de la portada principal.

Mención aparte merece la portada principal que preside la plaza de localidad, la cual ha sido considerada como uno de los mayores conjuntos escultóricos en todo el Campo de Calatrava, así como una de las obras más importantes de estereotomía llevadas a cabo en España. Aunque inicialmente se consideraba que las trazas las habría diseñado el propio Enrique Egas, la documentación ha permitido identificar a Alonso Galdón, cantero de origen vizcaíno, como autor de las mismas.
Realizada probablemente entre 1547 y 1560, la obra contiene un complejo programa iconográfico dedicado a la Virgen. Así pues, en el frontón triangular se representa la imagen de la Coronación de la Virgen inscrita en un gran medallón. La figura titular está siendo elevada a los cielos con la ayuda de seis ángeles, donde se encuentra, sobre una nube, Dios Padre, de medio cuerpo y sosteniendo, en su mano izquierda, la corona que va a imponer a la Virgen, mientras que su mano derecha está levantada en actitud de bendecir. A los lados del medallón aparecen dos ángeles, los cuales, alegres por el suceso de la Asunción, deciden celebrarlo tocando instrumentos musicales: el de la izquierda, el salterio y el de la derecha, el arpa.
El vértice del frontón remata con una mujer de cuerpo entero, la cual ha sido identificada con una representación de la Justicia, pues en su mano derecha porta una balanza que sería utilizada en el día del Juicio Final. Está sustentada por dos figuras humanas con las extremidades fitomorfas, que permanecen sentadas sobre la cornisa que remata el frontón. Esta imagen de la Justicia está rodeada por siete ángeles realizados en distintos formatos: un querubín o cabeza alada, de factura muy tosca, en la vertical sobre su cabeza, otros cuatro de cuerpo entero y dos de medio cuerpo, colocados sobre una nube. Tres de los ángeles de cuerpo entero portan en sus manos sendos cuernos, aunque solo uno llega a tocarlo, pues otro de ellos, pese a que se lo acerca a la boca, no llega a soplar.
El frontón está flanqueado por dos esculturas exentas de cuerpo entero que están colocadas sobre la parte del entablamento que permanece en resalte sobre las columnas que enmarcan el arco de entrada. Gracias a los atributos que portan se han podido identificar como los dos pilares de la Iglesia: San Pablo y San Pedro. En la columna izquierda identificamos a San Pablo, que permanece apoyado en una espada de gran tamaño, mientras que en la derecha aparece San Pedro portando una llave también de grandes dimensiones.
El elemento más destacado de la portada sea, probablemente, el grandioso arco cimbra, el cual se inserta en los contrafuertes del edificio. Este está formado por tres arquivoltas, dividas en veinticinco casetones, en las cuales se muestran un amplio repertorio iconográfico de personajes bíblicos, tanto del Antiguo como del Nuevo Testamento, así como un buen número de santos y santas. La primera arquivolta está presidida por Cristo Redentor y a continuación sus apóstoles; seis a cada lado. A la derecha, el toro y el ángel —símbolos de los evangelistas Lucas y Mateo—, el profeta Aarón, San Ambrosio y, cerrando, el patriarca Abraham. Al lado contrario, a la izquierda, se muestran el león y el águila —símbolos de los restantes evangelistas, Marcos y Juan—, San Gregorio, San Hilario y, finalmente, Moisés. La segunda arquivolta acoge las imágenes de veintitrés vírgenes mártires. De todas ellas, solo cuatro van acompañadas de un atributo que permita identificarlas: Santa Lucía —que lleva la bandeja con sus ojos—, Santa Apolonia, portando unas tenazas, Santa Águeda —que muestra sus dos pechos amputados en otra bandeja—, y Santa Inés, con un cordero que asoma la cabeza a su lado; el resto solo lleva una palma en alusión a su martirio. Finalmente, la tercera arquivolta está ocupada por veintitrés querubines que pueden ir acompañados o no de un elemento vegetal que aparece debajo de ellos, estableciéndose una alternancia entre casetones con querubín y casetones que, además del querubín, presentan este elemento. Una alternancia que se rompe en dos ocasiones al encontrar dos casetones consecutivos que solo muestran un ángel.

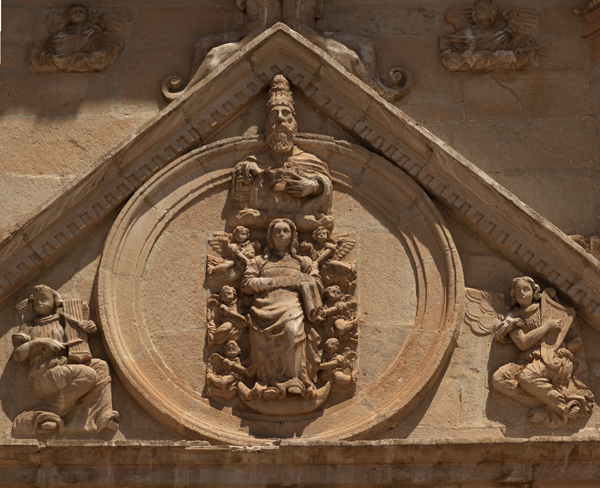
Detalle del frontón triangular de la portada, con la coronación de la Virgen inscrita en un medallón.

Las trompas que sostienen el arco y sirven de elemento de transición entre la superficie del muro y los propios contrafuertes albergan diez personajes cada una. El primero, de medio cuerpo, ocupa el arranque de la propia trompa, mientras que los demás aparecen encima enmarcados por casetones que se disponen de forma radial. Estos personajes han sido identificados mediante una filacteria que recorre longitudinalmente la mayor parte del casetón. Así pues, en la trompa izquierda nos encontramos con San Agustín y, sobre él, se colocan los bustos de nueve personajes del Antiguo Testamento: Zacarías, Daniel, Natán, Elías, José, Isaac, Malaquías, Miqueas y Joel. La figura que aparece en el arranque de la trompa derecha carece de inscripción identificativa y encima vemos otros nueve personajes del Antiguo Testamento: Jeremías, Hageo, Amós, Abdías, Isaías, Jonás, Oseas, Sofonías y Habacuc. Sobre cada trompa discurre un friso con tres ángeles de medio cuerpo, los cuales sostienen una filacteria con una inscripción alusiva a María, así como una cuarta al principio del propio friso.
Finalmente, en las enjutas del arco cimbra, se encuentran las imágenes de David y Salomón, colocadas sobre dos tondos, respectivamente, e identificadas gracias a dos cartelas en las que se labraron sus nombres.
Bajo toda esta estructura se encuentra la portada propiamente dicha, organizada en torno a un arco de medio punto que descansa sobre jambas apilastradas y que está enmarcado por dos pilastras con columnas antepuestas colocadas sobre un amplio plinto. Las columnas presentan un sencillo perfil abalaustrado y sus capiteles están decorados con cuatro figuras humanas de aspecto fitomorfo entre las que se disponen
cabezas de león. Las pilastras, por su parte, tienen el fuste completamente decorado con grutescos ordenados a candelieri, motivos que permanecen semiocultos al quedar detrás de las columnas. Por encima de los capiteles discurre el entablamento, con un friso presidido por el busto de una mujer que se ha considerado una representación de la Justicia al empuñar una espada con la mano derecha. El resto del friso está
decorado con una serie de representaciones humanas de carácter híbrido que están dispuestas en pareja en torno a cuatro vasos que sirven de soporte a una calavera o un querubín. Finalmente, las enjutas del arco de entrada albergan dos personajes, a la izquierda uno femenino y a la derecha otro masculino, que carecen de cualquier atributo que permita identificarlos. Ambos van ataviados de la misma forma y mantienen la misma postura, presentando unos pies «vegetalizados».

### Interior

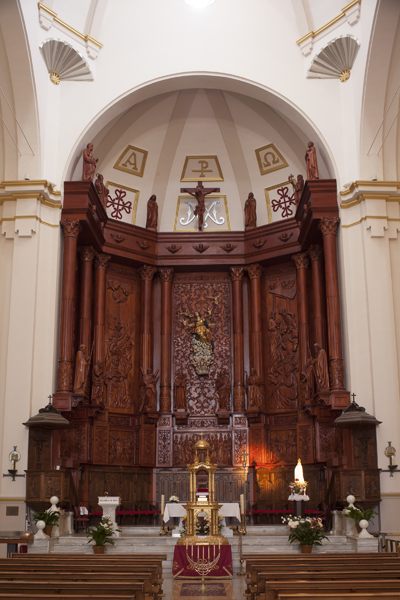
Vista general del retablo.

El interior es de una sola nave sencilla, en forma de cruz latina, flanqueada por cinco capillas laterales —dos en el lado de la Epístola y tres en el lado del Evangelio—, y cubierta por cuatro bóvedas vaídas. El crucero se cubre con una bóveda de arista sobre trompas en forma de abanico y los brazos del mismo con bóvedas de cañón. El ábside es ochavado, rematado en una bóveda en cuarto de esfera, y el coro, situado a los pies de la iglesia y en alto, está formado por un arco escarzano, mientras que el sotocoro por una bóveda de cañón rebajada. La torre consta de tres cuerpos: se inicia en forma cuadrada en la base, continúa con forma octogonal en el cuerpo de campanas y se remata con chapitel y linternas.
Aunque las capillas fueron saqueadas y profanadas durante la Guerra Civil, su estructura se logró conservar  parcialmente. De todas ellas, destaca la proyectada por Enrique Egas, fundada por Quiteria Martínez en el lado del Evangelio en 1564 bajo la advocación de San Ildefonso. Esta presenta una bóveda de crucería en la que se le van a unir a los terceletes y a los combados unos nervios de ligazón, formando así un diseño octogonal. La conformación del arco de entrada y de la ventana que da al exterior, junto con los elementos de soporte que los forman, remiten al mundo gótico. Igualmente, también se conserva la sepultura de Pedro José Carrascosa y Carrión, obispo de Ávila y dimisionario de Zohara, colocada en 1896 delante del antiguo altar mayor a petición del propio obispo.
Al igual que el resto de patrimonio mueble, el retablo mayor fue destruido en aquella jornada negra de 1936. Aunque tras la reconstrucción de la iglesia, el ábside fue decorado con una serie de lienzos del pintor local Antonio Iniesta, en 2003 se construyó el retablo actual, inspirado en el desaparecido durante la Guerra Civil. Fue realizado en madera de cedro sin policromar —a excepción de la imagen titular, la Virgen de la Asunción—, gracias a la donación de Mª Josefa Fernández-Pacheco. No obstante, sí se conservan dos magníficos ejemplos de platería de la provincia: un copón, datado en el segundo tercio del siglo XVII, y una fuente de aguamanil de 1772, obra del madrileño Vicente Gavilanes.
Otras zonas de especial interés son el coro y el archivo parroquial. El primero alberga el órgano alemán, datado en 1951, mientras que en el segundo se conserva toda la documentación perteneciente a la iglesia, que ha llegado prácticamente en su totalidad hasta nuestros días. Destacan, entre otros, el primer manuscrito con el que se inició el archivo, el libro de bautismos fechado el 1 de septiembre de 1571; así como dos cantorales del siglo XVII. Además, este presenta la singularidad de conservar el mobiliario neoclásico, perteneciente al despacho notarial donde redactó testamento Eugenia de Montijo, esposa de Napoleón III, y que fue donado por los herederos de don José Criado Fernández-Pacheco, abogado manzanareño que era, además, testamentario de la emperatriz.